# Giave
Giave (sardinsky: Tzàve) je italská obec (comune) v provincii Sassari v regionu Sardinie. Nachází se ve výšce 595 metrů nad mořem a má 484 obyvatel. Rozloha obce je 47,07 km².